# دو زن (فیلم ۱۳۷۷)
دو زن فیلمی به کارگردانی و نویسندگی تهمینه میلانی محصول سال ۱۳۷۷ است.

## داستان فیلم
وقتی فرشته به رؤیا تلفن کرده و برای معالجه همسرش احمد که در بیمارستان بستری شده، از او استمداد می‌کند، رؤیا که یک آرشیتکت است، به سرعت از دفتر محل کارش، یک شرکت مهندسی ساختمانی، به سوی بیمارستان حرکت می‌کند و بین راه، پانزده سال پیش، روزهای دانشکده مرور می‌کند… فرشته و رؤیا همکلاس در دانشکده معماری هستند… فرشته به زادگاهش اصفهان بازمی‌گردد و کمی بعد، دانشگاه‌ها تا زمان نامعلومی تعطیل می‌شوند و دیگر فرشته موفق به ادامه تحصیلش نمی‌شود… پانزده سال از آن تاریخ گذشته‌است و حالا فرشته در برابر رؤیا است و، ماجراهای زندگی اش را در پانزده سال گذشته مرور می‌کند… روزهایی را که حسن به دنبال او و در تعقیبش در اصفهان، دچار تصادف و مرگ کودکی شد و به سیزده سال زندان محکوم گردید… روزهایی که با مردی به نام احمد که به خواستگاریش آمد، ازدواج کرد با این امید که همسرش به قولش پایبند باشد و مانع تحصیلش نشود، اما چنین نشد و به علاوه زندگی سخت و ملال آوری را پیش رویش گذاشت… به روزهایی که به دلیل بی‌اعتمادی و بدبینی‌های فراوان احمد، میان آن دو اختلاف افتاد و روز به روز به دامنه اش افزوده شد و وقتی حسن از زندان آزاد و مجدداً به تعقیب او پرداخت، فاجعه، ابعاد عمیق‌تری یافت… حسن که ذره ای از علاقه و خواسته اش کم نشده همچنان در پی فرشته ناگزیر در برابر احمد قرار می‌گیرد. در نزاعی که بین آن دو درمی‌گیرد ضربات چاقوی حسن، قلب احمد را نشانه می‌رود و اینک احمد، شوهرش، در جدال با مرگ و زندگی در بیمارستان قلب بستری است در حالی که او و دو فرزندش مترصد احوالش هستند… رؤیا که عمیقاً تحت تأثیر سرنوشت تلخ و غم‌انگیز فرشته قرار گرفته، نمی‌تواند آینده او و گردابی که دوستش در آن دست و پا می‌زند، در ذهنش تصور کند، در همین زمان از بیمارستان خبر می‌رسد که احمد درگذشته است. حالا این فرشته است که رویاروی زندگی تازه ای قرار گرفته و اینک تنها خودش باید برای آینده اش تصمیم بگیرد، فرشته احساس پرنده ای را دارد که می‌خواهد پرواز کند. هرچند که بال پرواز ندارد…

## بازیگران
| بازیگرها        | نقشها           |
| --------------- | --------------- |
| نیکی کریمی      | فرشته           |
| محمدرضا فروتن   | حسن             |
| آتیلا پسیانی    | احمد            |
| مریلا زارعی     | رؤیا            |
| حسن جوهرچی      | شوهر رؤیا، متین |
| رضا خندان       | پدر فرشته       |
| امیر انوریان    | پسرعموی فرشته   |
| زهرا شهبازی     | مادر فرشته      |
| گلاره سمندر     | فاطمه           |
| نازیلا جمشیدی   | خواهر احمد      |
| گیتی معینی      | مادر احمد       |
| حبیب‌الله ثامینه | استاد           |
| مصطفی کریمی     | پدر احمد        |

## جوایز
- جایزه بهترین کارگردانی جشنواره بین‌المللی فیلم لس آنجلس ۱۳۸۰
- جایزه ویژه مردمی بهترین فیلم جشنواره فیلم آبادان ۱۳۷۹
- جایزه ویژه تماشاگران جشنواره بین‌المللی فیلم استانبول ۱۳۷۹
- جایزه تیترا و جایزه نقدی جشنواره فیلم ژنو ۱۳۷۸
- جایزه بهترین بازیگر زن جشنواره بین‌المللی فیلم تائورمینا ۱۳۷۸
- تندیس زرین بهترین بازیگر نقش اول و نقش مکمل زن جشن خانه سینما ۱۳۷۸
- سیمرغ بلورین بهترین فیلمنامه جشنواره فیلم فجر ۱۳۷۷
- دیپلم افتخار بهترین بازیگر نقش اول زن جشنواره فیلم فجر ۱۳۷۷

## کتاب فیلمنامه دوزن
فیلمنامه دوزن در سال ۱۳۷۸ توسط نشر توفیق آفرین به صورت مصور در ۱۷۶ صفحه و در قطع رقعی کتاب منتشر شده‌است و در سال ۱۳۷۹ نیز به چاپ دوم رسید.